# Platylabus montanus
Platylabus montanus är en stekelart som beskrevs av Cresson 1877. Platylabus montanus ingår i släktet Platylabus och familjen brokparasitsteklar. Inga underarter finns listade i Catalogue of Life.